# Долматово (Кичменгско-Городецкий район)
Долматово — деревня в Кичменгско-Городецком районе Вологодской области.
Входит в состав Городецкого сельского поселения (с 1 января 2006 года по 1 апреля 2013 года входила в Шонгское сельское поселение), с точки зрения административно-территориального деления — в Емельяновский сельсовет.
Расстояние до районного центра Кичменгского Городка по автодороге составляет 29 км. Ближайшие населённые пункты — Заболотный, Коркин Дор, Лисицыно.
Население по данным переписи 2002 года — 20 человек (7 мужчин, 13 женщин). Всё население — русские.